# 우줘시
우줘시(중국어: 吳卓羲, 영어: Ron Ng, 1979년 9월 2일 ~ )는 중화인민공화국 홍콩 특별행정구의 남성 영화배우, 텔레비전 연기자, 가수, 작사가, 방송인이다. 본명은 우자오탕(吳兆棠).

## 생애
신장은 180cm이고 체중은 71kg인 그는 홍콩에서 출생하였으며 지난날 한때 중화인민공화국 광둥성 중산에서 잠시 유아기를 보낸 적이 있는 그는 1998년 광고 모델로 첫 데뷔하였으며 2001년 텔레비전 드라마에서 연기자 데뷔하였고 2004년 가수 데뷔 후 2005년 영화 《옹포매일각화화(擁抱每一刻花火)》의 단역으로 영화배우 데뷔하였다.

## 호우(好友) 관계
- 마궈밍, 천젠펑, 린펑, 리뤄이, 황쭝쩌와 절친한 관계이다.

## 출연 작품
- 쇼크웨이브